# 乌赫图伊市镇
乌赫图伊市镇（俄语：Ухтуйское муниципальное образование）是俄罗斯联邦伊尔库茨克州济马区所属的一个市镇。其下辖有7个居民点，行政中心为乌赫图伊。据2016年统计，该市镇的人口为1754人。